# Yuexiu

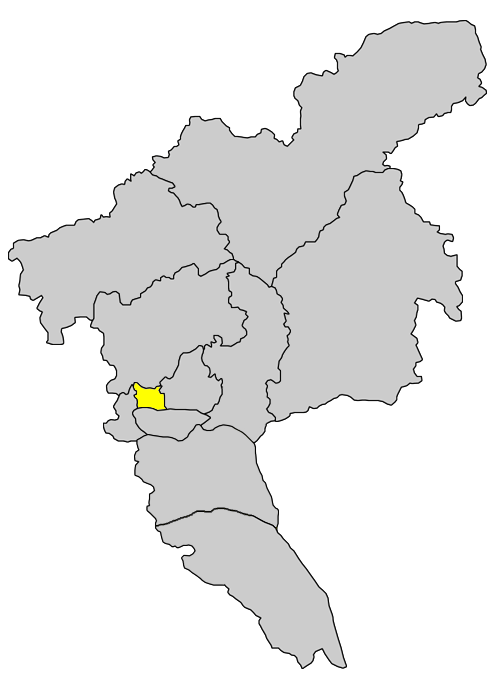
Lage des Stadtbezirks Yuexiu innerhalb der Stadt Guangzhou

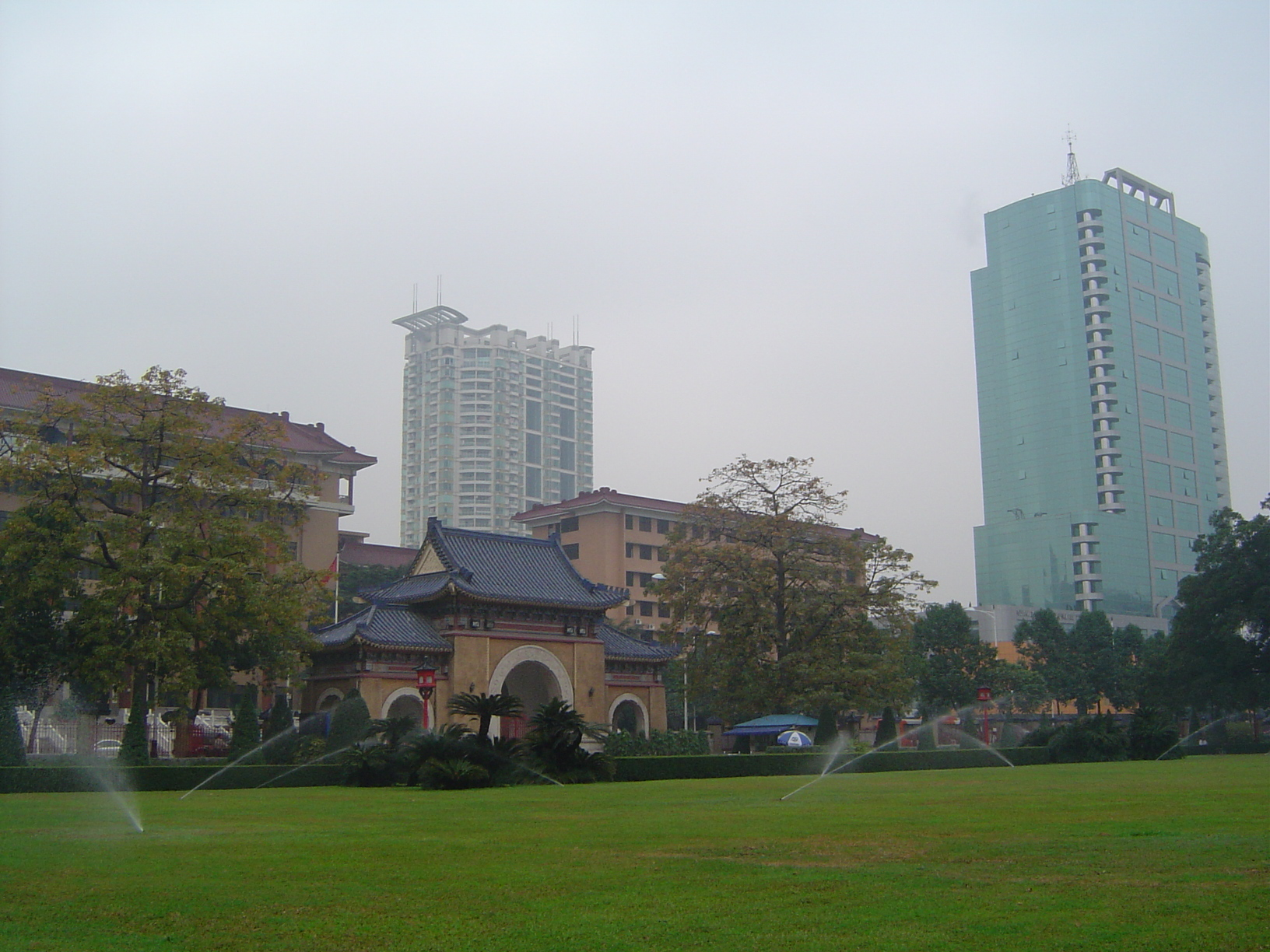
Park der Sun Yat-sen-Gedenkhalle; links das Gebäude des Stadtrates

Yuexiu (chinesisch 越秀區 / 越秀区, Pinyin Yuèxiù Qū, Jyutping Jyut6sau3 Keoi1) ist ein Stadtbezirk in der chinesischen Stadt Guangzhou. In Yuexiu befindet sich die Regierung der bezirksfreien Stadt Guangzhou und der Provinz Guangdong. Der Stadtbezirk ist 33,8 km² groß und hat 1.038.643 Einwohner (Stand: Zensus 2020).

## Administrative Gliederung
Yuexiu ist unterteilt in 18 Straßenviertel. Am 28. April 2005 wurde Yuexiu auf Beschluss des Staatsrats um den am gleichen Tag aufgelösten Stadtbezirk Dongshan und zwei Straßenviertel der Stadtbezirke Baiyun und Tianhe vergrößert. Zuvor hatte Yuexiu nur 8,9 km² Fläche und ca. 430.000 Einwohner (2001) gehabt.

## Bevölkerung
Beim Zensus im Jahr 2000 hatten die alten Stadtbezirke Dongshan (556.264) und Yuexiu (341.422) zusammen 897.686 Einwohner.
| Name des Volkes | Einwohner | Anteil  |
| --------------- | --------- | ------- |
| Han             | 887.530   | 98,87 % |
| Hui             | 2.701     | 0,3 %   |
| Zhuang          | 2.639     | 0,29 %  |
| Mandschu        | 2.075     | 0,23 %  |
| Tujia           | 754       | 0,08 %  |
| Miao            | 432       | 0,05 %  |
| Yao             | 333       | 0,04 %  |
| Mongolen        | 332       | 0,04 %  |
| Dong            | 210       | 0,02 %  |
| Koreaner        | 138       | 0,02 %  |
| Sonstige        | 650       | 0,06 %  |

## Sehenswürdigkeiten
In Yuexiu befinden sich die Fußgängerzone Beijinglu (北京路步行街及千年古道) und das Guangdong-Museum (广东省博物馆). Hier steht auch der 218 m hohe Fernsehturm Guangzhou, dessen Aussichtsplattform für den Publikumsverkehr geöffnet ist.
Zu den Sehenswürdigkeiten in Yuexiu zählen auch der gleichnamige Berg Yuexiu (越秀山) und die Gedenkhalle zu Ehren von Sun Yat-sen (中山纪念堂), die, zusammen mit dem Ehemaligen Sitz des Allchinesischen Gewerkschaftsbundes (中华全国总工会旧址), der Huaisheng-Moschee (怀圣寺光塔), der Pagode des Tempels der Sechs Banyanbäume (六榕寺塔), der Herz-Jesu-Kathedrale (广州石室圣心大教堂) und der Stätte der Beratenden Provinzversammlung von Guangdong auf der Liste der Denkmäler der Volksrepublik China steht.

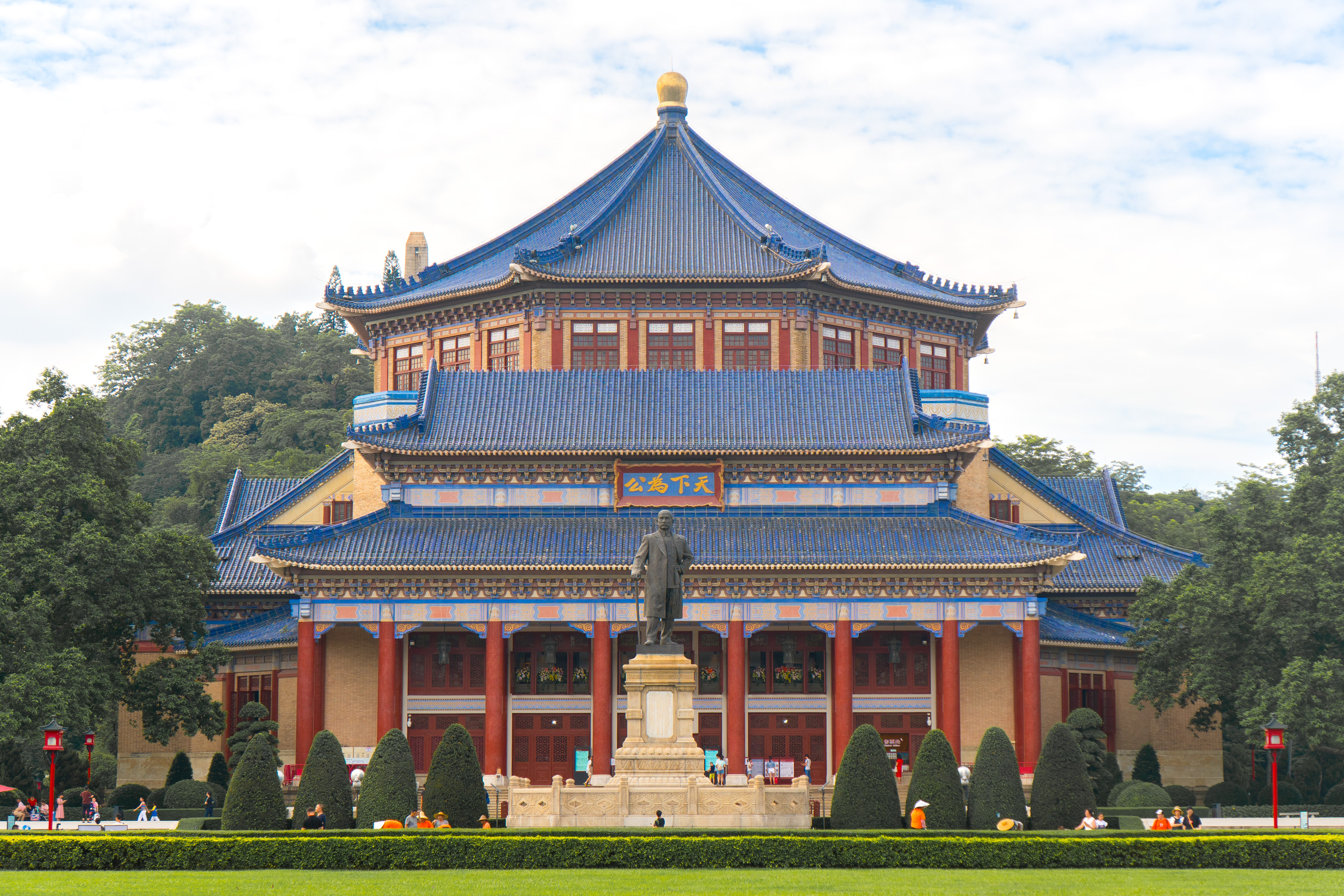
Sun Yat-sen-Gedenkhalle
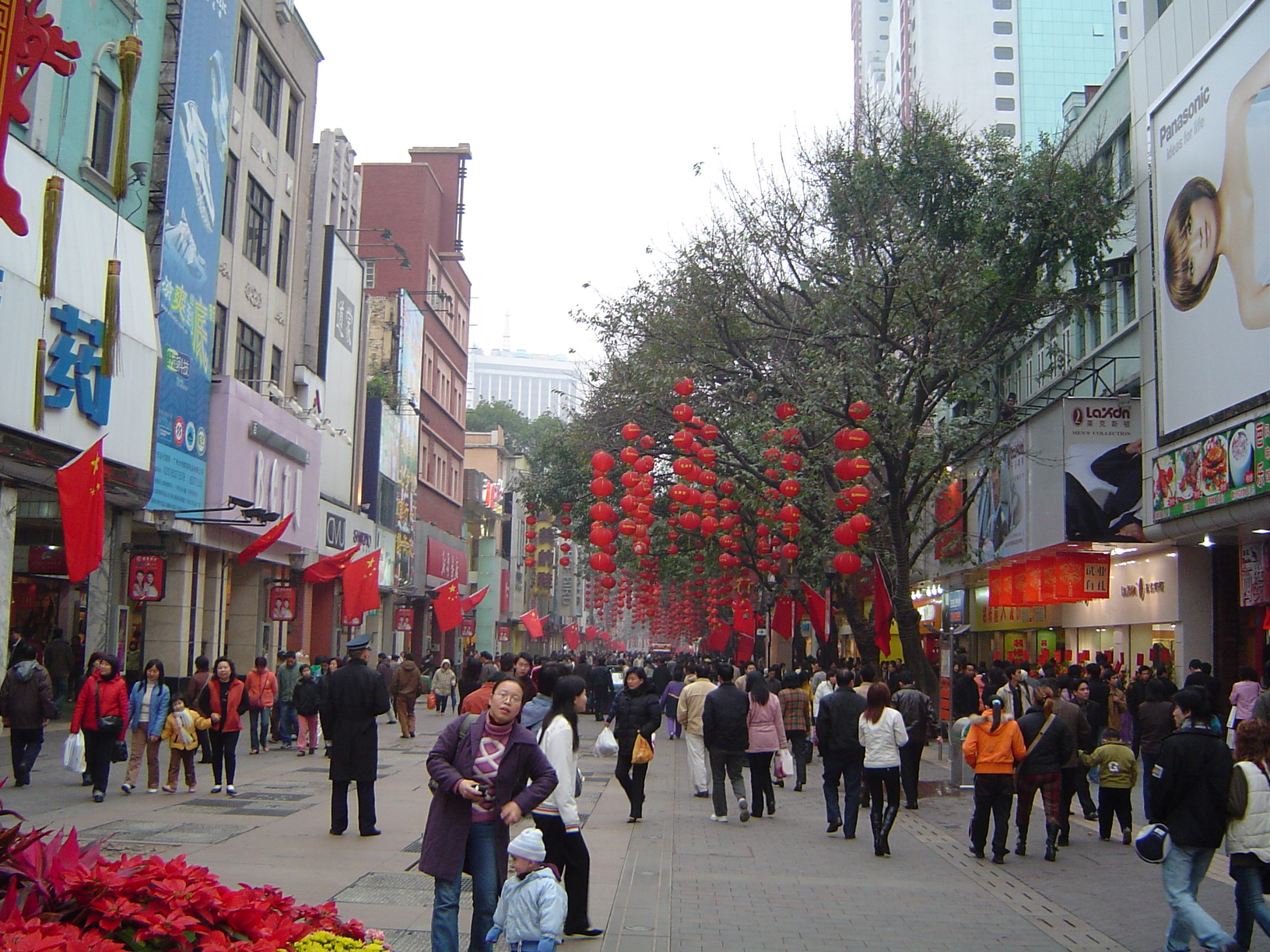
Beijinglu
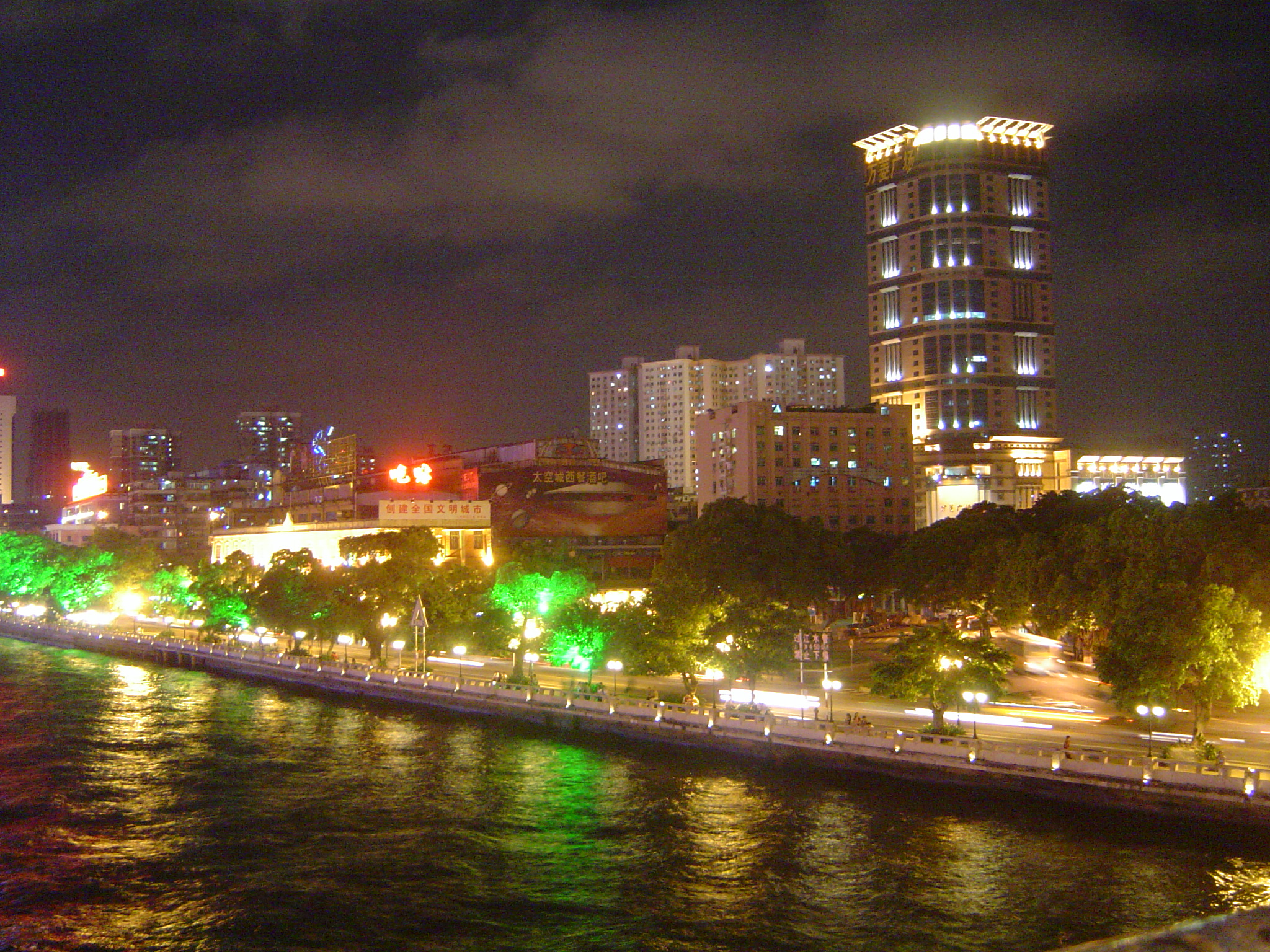
Haizhuguangchang
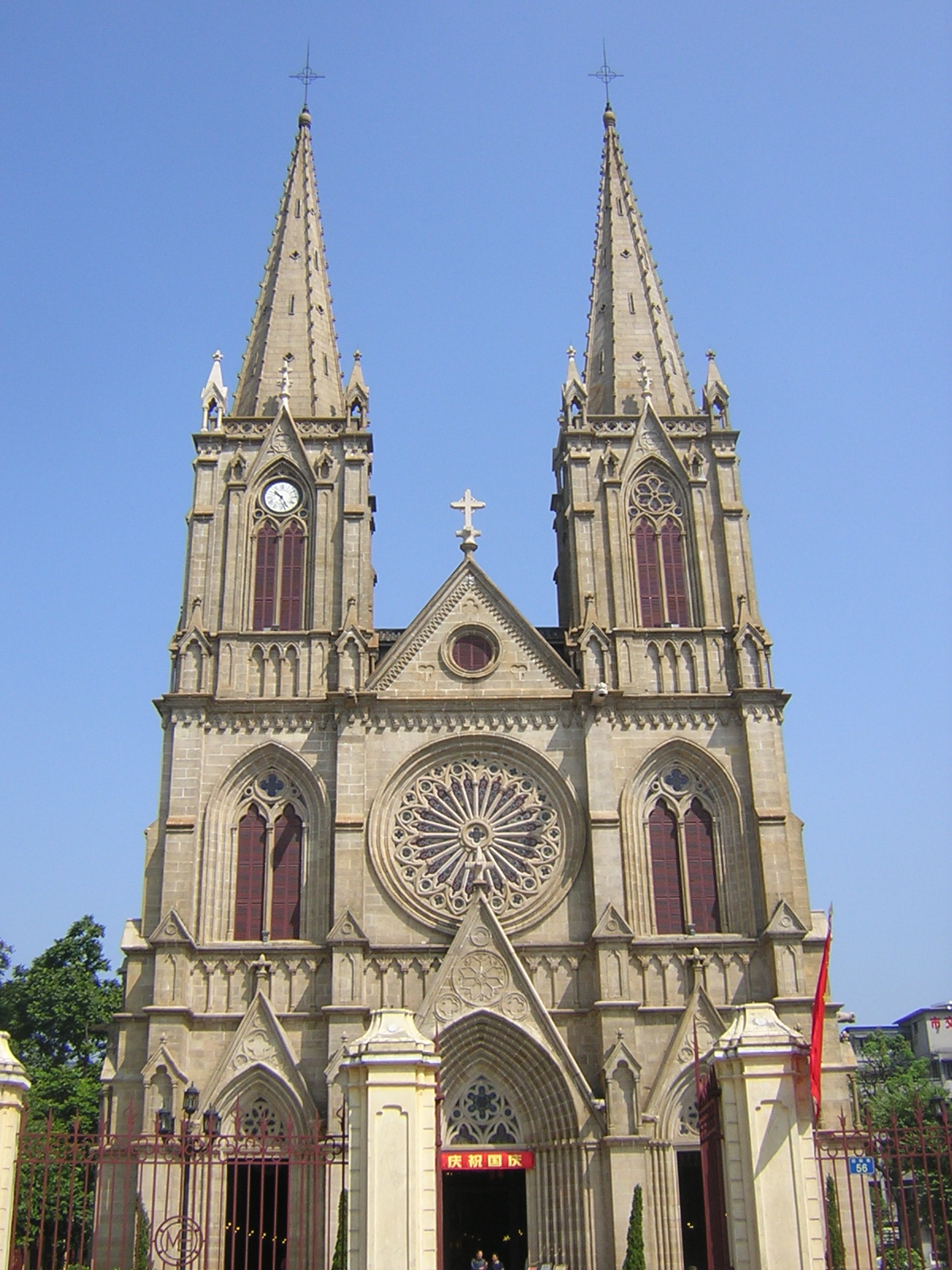
Herz-Jesu-Kathedrale

## Infrastruktur

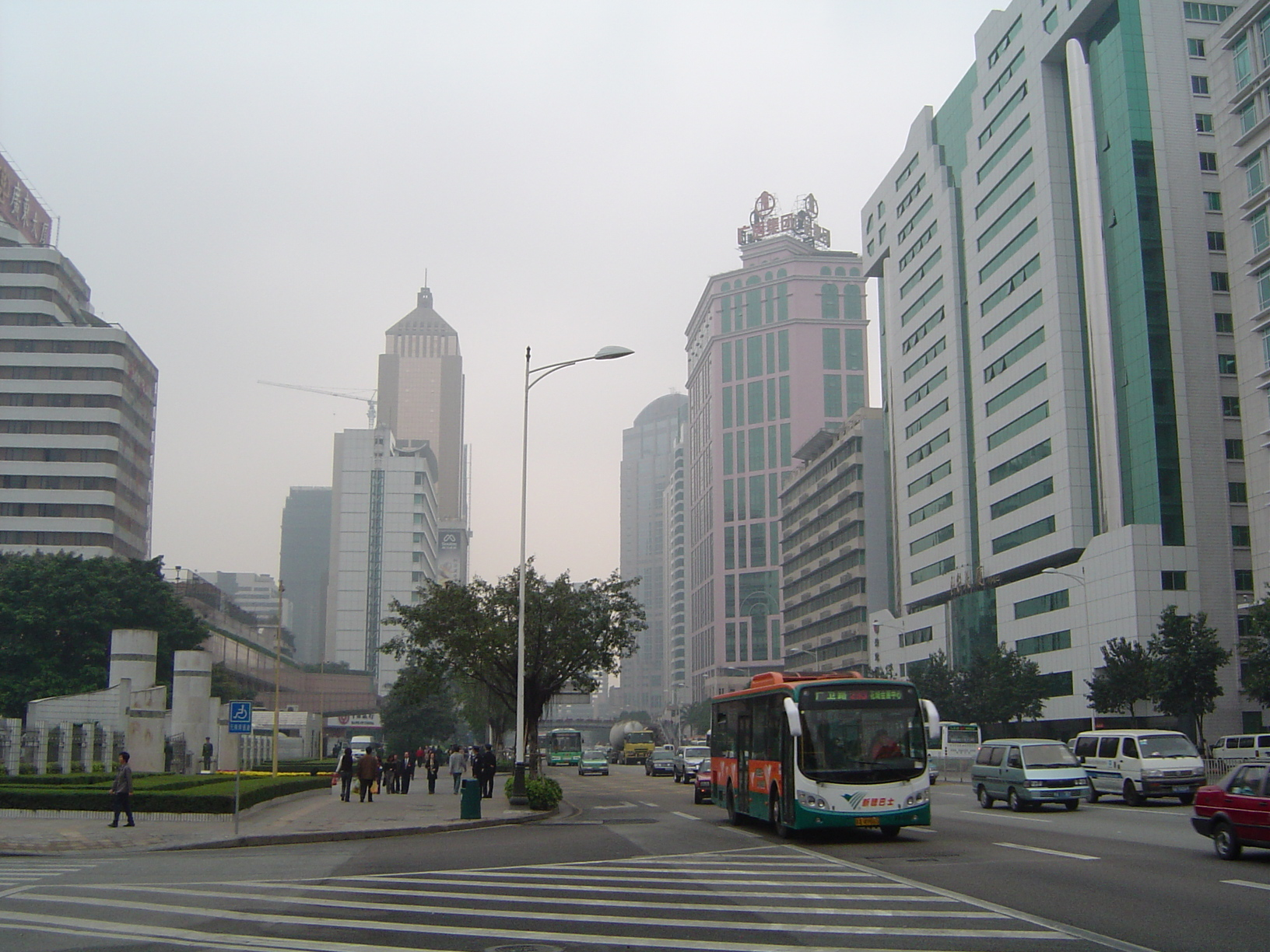
Dongfenglu; links im Bild das Tor zum Gelände der Provinzregierung

Durch Yuexiu verlaufen zwei der wichtigsten Straßen Guangzhou. Diese sind die Dongfenglu (东风路) und die Zhongshanlu (中山路).
Durch Yuexiu verlaufen die U-Bahn-Linien 1, 2, 5 und 6 der Guangzhou Metro. Sie kreuzen sich in dem Stadtzentrum Gongyuanqian (公园前), das ebenfalls in dem Stadtbezirk liegt.
Eine der größten Malls, China Plaza (中华广场), und eines der größten und luxuriösesten Hotels, das Garden Hotel (花园酒店), liegen in Yuexiu.